# Міжнародний аеропорт імені Халіма Перданакусуми
Міжнародний аеропорт Халім Перданакусіма (IATA: HLP, ICAO: WIHH) — міжнародний аеропорт в Джакарті (Індонезія). Аеропорт розташований у Східній Джакарті, а аеродром з'єднаний з базою ВПС Індонезії Халім Перданакусіма.
Аеропорт є другим, що обслуговує Джакарту після головних повітряних воріт країни — Міжнародний аеропорт Сукарно-Хатта, який обслуговує 54 млн людей на рік. Був ще старий аеропорт Кемайоран, але з відкриттям нового аеропорту (Сукарно-Хатта), зачинився (1985).